# Graukopfwürger
Der Graukopfwürger (Malaconotus blanchoti) ist ein Vogel aus der Familie der Buschwürger (Malaconotidae).
Die Art wurde als konspezifisch mit dem Monteirowürger (Malaconotus monteiri) angesehen.
Der Vogel kommt in Afrika in Äthiopien, Angola, in der Demokratischen Republik Kongo, in Eritrea, Gambia, Kamerun, Kenia, Sambia, Senegal, Somalia, Südafrika, Tansania und Uganda vor.
Der Lebensraum umfasst Dickicht und Gebüsch in offener baumbestandener Savanne, an Ufern und Galeriewald von 180 bis 1800 m Höhe.
Die Art ist großteils ein Standvogel, aber in Mali folgt er dem Regen. In Bamako kommt er im März und bleibt bis Oktober. In Ghana wird er nur in der Trockenzeit beobachtet.
Der Artzusatz bezieht sich auf den französischen Oberst François Blanchot de Verly (1735–1807).

## Merkmale
Die Art ist 23–26 cm groß und wiegt zwischen 65 und 99 g. Das ist der größte Bushshirke im südlichen Afrika mit mächtigem Schnabel mit kräftigem Haken, gelben Augen und eher farblosem grauen Gesicht. Die Zügel sind weißlich, Kinn und Kehle sind leuchtend gelb, Kopf und Nacken sind dunkelgrau. Rücken, Flügel und Schwanzoberseite sind olivgrün, Flügeldecken und Armschwingen haben blass gelbgrüne Spitzen, deutlich weniger ausgeprägt als beim Braunkopf-Tropfenvogel (Nicator gularis), die beiden äußeren Schwanzfedern tragen gelbe Spitzen. Die Brust ist bräunlich-orangefarben, an den Seiten deutlicher,  die übrige Unterseite hell gelb, die Beine bläulich-grau. Die Unterschwanzdecken sind gelb, die Schwanzunterseite ist grau-oliv, die Unterseite der Flügel sind blass silbrig-grau. Die Iris ist orange bis hellgelb, der Schnabel schwarz oder schwärzlich-braun. Die Unterarten (Ssp.) unterscheiden sich in der Färbung der Unterseite und in der Größe. Die Geschlechter unterscheiden sich nicht, Jungvögel haben dunkle Augen und sind am Kopf braun gefleckt, die Unterseite ist blassgelb.
Der Graukopfwürger ist wesentlich größer als der Orangebrustwürger (Chlorophoneus sulfureopectus), unterscheidet sich durch gelbe und nicht dunkle Augen, durch weißliche Zügel und durch das Fehlen eines gelben Überaugenstreifes, auch ist das Orange auf der Brust weniger ausgeprägt. Dieser Würger ist dem Waldbewohner Monteirowürger (Malaconotus monteiri) sehr ähnlich, dieser hat aber graue Augen und einen weißen Über- und Unteraugenstreif. Vom gleichfalls Wald bevorzugenden Lagdenwürger (Malaconotus lagdeni) unterscheidet er sich durch weiße Zügel, gelbe Augen und den blasser grauen Kopf, durch fehlendes Schwarz an den Flügeln und durch die gelbe Kehle.

## Geografische Variation
Es werden folgende Unterarten anerkannt:
- M. b. approximans (Cabanis, 1869) – Ostäthiopien und Somalia bis Nordtansania, Unterseite gelbbraun bis orange, dunkler und ausgedehnter bis zu einem Halsfleck und auf die Flanken reichend
- M. b. blanchoti Stephens, 1826, Nominatform, – Senegal und Gambia bis Nordkamerun
- M. b. catharoxanthus Neumann, 1899, – Kamerun bis Eritrea, Äthiopien, Uganda und Westkenia, Unterseite gleichmäßig hellgelb, an den Brustseiten mitunter braun überhaucht
- M. b. hypopyrrhus Hartlaub, 1844, – Tansania bis Südafrika, Flügel und Beine sind etwas kürzer
- M. b. interpositus E. J. O. Hartert, 1911, – Angola, Südosten der Demokratischen Republik Kongo und Westsambia, Brust mit weniger braun-orange
- M. b. citrinipectus Meise, 1968, – Südwestangola und Nordnamibia, Kehle und Brust sind zitronengelb
- M. b. extremus Clancey, 1957, – Osten Südafrikas, Scheitel und Nacken sind dunkler grau, weniger bläulich, Oberseite, Flügel und Schwanz dunkler grün

## Stimme
Der Ruf des Männchens wird als „spukartiges“ klagendes, langgezogenes „oooooooooop“, „oooooo-up“ oder „hawwwwww“ beschrieben, hinzu kommen laute Klicklaute „skeeerrrr“ oder „klip-klip-phoou“.

## Lebensweise
Die Nahrung besteht aus Insekten, großen Gliederfüßern und kleinen Wirbeltieren wie Reptilien, Fledermäuse, kleinen Vögeln, die vom Erdboden bis etwa 12 m Höhe in den Bäumen gesucht werden. Gerne werden auch Vogelnester geplündert.
Die Brutzeit liegt zwischen Juni und Juli in Gambia, zwischen Januar und Mai in Ghana, zwischen Februar und September in Nigeria, zwischen März und Juni im Sudan und zwischen Juli und Dezember in Ostafrika. In Angola liegt sie zwischen August und September, in Sambia hauptsächlich zwischen September und Oktober, in Malawi hauptsächlich zwischen Oktober und November, in Simbabwe im Oktober und zwischen August und Januar in Südafrika. Die Art ist monogam und ortsständig.
Das Nest wird von beiden gebaut, meist in etwa 4 m Höhe im Wipfel eines Baumes oder oben auf einem Busch, manchmal werden verlassene Taubennester oder Nester von Habichten und Sperbern oder des Grauen Lärmvogels (Corythaixoides concolor) genutzt. Das Gelege besteht aus 2–4 Eiern, die vom Weibchen über 15–17 Tage bebrütet werden, das dabei vom Männchen versorgt wird.

## Gefährdungssituation
Der Bestand gilt als nicht gefährdet (Least Concern).